# Epeorus gornostajevi
Epeorus gornostajevi is een haft uit de familie Heptageniidae. De wetenschappelijke naam van de soort is voor het eerst geldig gepubliceerd in 1981 door Tshernova.
De soort komt voor in het Palearctisch gebied.